# Iwan Krywoszejenko
Iwan Wasylowycz Krywoszejenko, ukr. Іван Васильович Кривошеєнко (ur. 11 maja 1984 roku, w Pryłukach, w obwodzie czernihowskim) – ukraiński piłkarz, grający na pozycji pomocnika, a wcześniej napastnika.

## Kariera piłkarska

### Kariera klubowa
Wychowanek klubu CSKA Kijów. Występował w juniorskich mistrzostwach Ukrainy (DJuFL) w klubach CSKA Kijów oraz Zmina-Obołoń Kijów. W 2000 rozpoczął karierę piłkarską w drugiej drużynie CSKA Kijów. Jesienią 2000 został wypożyczony do trzecioligowego zespołu Systema-Boreks Borodzianka. Latem 2002 przeszedł do Metałurha Donieck, a 3 listopada 2002 debiutował w Wyższej lidze w meczu z Krywbasem Krzywy Róg. Latem 2003 został zaproszony przez trenera Mykołę Pawłowa do Illicziwca Mariupol. Latem 2011 przeszedł do Worskły Połtawa. W grudniu 2014 opuścił połtawski klub. W latach 2015–2016 występował w Kołosie Kowaliwka.

### Kariera reprezentacyjna
Występował w młodzieżowej reprezentacji Ukrainy. Łącznie rozegrał 9 gier.

## Sukcesy
- mistrz Perszej lihi: 2007/08
- wicemistrz Mistrzostw Europy U-21: 2006